# Albanië op het Eurovisiesongfestival 2012
Albanië nam deel aan het Eurovisiesongfestival 2012 in Bakoe, Azerbeidzjan. Het was de 9de deelname van het land op het Eurovisiesongfestival. De artiest werd gezocht via het jaarlijkse Festivali i Këngës. RTSH is verantwoordelijk voor de Albanese bijdrage voor de editie van 2012.

## Selectieprocedure
Naar jaarlijkse gewoonte verliep de Albanese selectie via de nationale zangwedstrijd Festivali i Këngës, die in 2011 overigens aan haar vijftigste editie toe was. Het gouden jubileum werd gevierd over vier avonden in plaats van de gebruikelijke drie. Op 26 en 27 december vonden de halve finales plaats, met telkens 14 artiesten. Elke avond gingen er 10 door naar de finale. Op 28 december was er dan een galashow met de beste nummers van de afgelopen 50 jaar Festivali i Këngës. Tijdens de finale, op donderdag 29 december 2011, traden de twintig gekwalificeerden van de halve finales aan. Onder hen Frederik Ndoci, winnaar van Festivali i Këngës 2006 en deelnemer aan het Eurovisiesongfestival 2007. Winnares werd uiteindelijk Rona Nishliu met het nummer Suus.

## Festivali i Këngës 2011

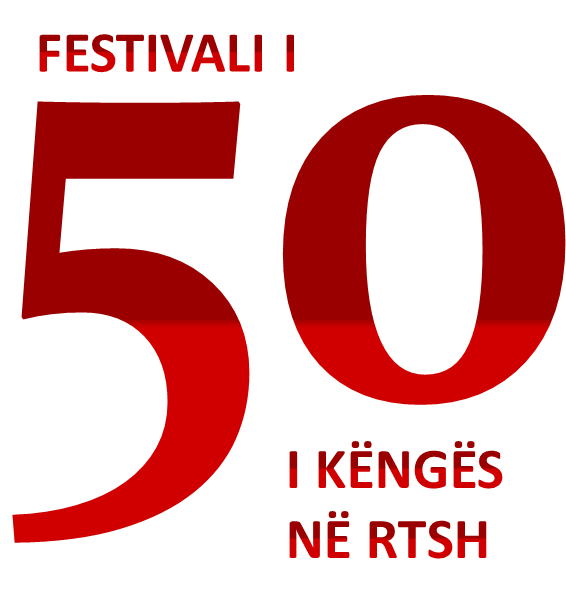
Logo Festivali i Këngës 2011

### Eerste halve finale
| Volgorde | Artiest              | Lied                     |
| -------- | -------------------- | ------------------------ |
| 1        | Gerta Mahmutaj       | Pyete zemrën             |
| 2        | Entela Zhula         | Ndjehem bosh             |
| 3        | Bashkim Alibali      | Këngën time merr vehtë   |
| 4        | Samanta Karavello    | Zgjomë një tjetër ëndërr |
| 5        | Endri & Stefi Prifti | Iluzion                  |
| 6        | Rona Nishliu         | Suus                     |
| 7        | Rudina Delia         | Më kërko                 |
| 8        | Marjeta Billo        | Vlen sa një jetë         |
| 9        | Claudio La Regina    | Kur të pasha             |
| 10       | Herciana Matmuja     | Aty ku më le             |
| 11       | Orinda Huta          | Dorëzohem                |
| 12       | Altin Goci           | Kthehem prap             |
| 13       | Elton Deda           | Kristal                  |
| 14       | Evans Rama           | Ti nuk mundesh           |

### Tweede halve finale
| Volgorde | Artiest             | Lied                   |
| -------- | ------------------- | ---------------------- |
| 1        | Toni Mehmetaj       | Endrra e parë          |
| 2        | Dr. Flori           | Personale              |
| 3        | Kamela Islamaj      | Mbi yje                |
| 4        | Frederik Ndoci      | Oh jeta ime            |
| 5        | Marsida Saraçi      | Eja më merr            |
| 6        | Bojken Lako & Breza | Të zakonshëm           |
| 7        | Sindi Berisha       | Braktisur              |
| 8        | Mariza Ikonomi      | Më ler të të dua       |
| 9        | Kujtim Prodani      | Digjem                 |
| 10       | Iris Hoxha          | Pa ty                  |
| 11       | Saimir Braho        | Ajër                   |
| 12       | Goldi Halili        | Rroj për dashurinë     |
| 13       | Xhensila Myrtezaj   | Lulet mbledh për hënën |
| 14       | Elhaida Dani        | Mijëra vjet            |

### Finale
| Plaats | Artiest              | Lied                     | Punten |
| ------ | -------------------- | ------------------------ | ------ |
| 1      | Rona Nishliu         | Suus                     | 77     |
| 2      | Elton Deda           | Kristal                  | 55     |
| 3      | Saimir Braho         | Ajër                     | 50     |
| 4      | Samanta Karavello    | Zgjomë një tjetër ëndërr | 47     |
| 5      | Altin Goci           | Kthehem prap             | 38     |
| 6      | Kamela Islamaj       | Mbi yje                  | 25     |
| 6      | Endri & Stefi Prifti | Iluzion                  | 25     |
| 8      | Dr. Flori            | Personale                | 21     |
| 9      | Iris Hoxha           | Pa ty                    | 19     |
| 10     | Bojken Lako & Breza  | Të zakonshëm             | 18     |
| 11     | Mariza Ikonomi       | Më ler të të dua         | 13     |
| 12     | Toni Mehmetaj        | Endrra e parë            | 10     |
| 13     | Xhensila Myrtezaj    | Lulet mbledh për hënën   | 8      |
| 14     | Bashkim Alibali      | Këngën time merr vehtë   | 0      |
| 14     | Gerta Mahmutaj       | Pyete zemrën             | 0      |
| 14     | Marjeta Billo        | Vlen sa një jetë         | 0      |
| 14     | Herciana Matmuja     | Aty ku më le             | 0      |
| 14     | Frederik Ndoci       | Oh jeta ime              | 0      |
| 14     | Elhaida Dani         | Mijëra vjet              | 0      |
| 14     | Rudina Delia         | Më kërko                 | 0      |

## In Bakoe
Op 22 mei heeft Albanië aangetreden op de eerste halve finale in Bakoe. Het land heeft kunnen doorzetten naar de finale, doordat ze van de mensen thuis en de vakjury totaal 146 punen hebben verdiend. Haar nummer zong ze in de finale als derde, na Compact Disco uit Hongarije en voor Donny Montell uit Litouwen. In de finale op 26 mei is ze geëindigd op de vijfde plaats.

### Gekregen punten

#### Halve finale 1
| 12 punten                                                       | 10 punten                                                | 8 punten  | 7 punten     | 6 punten             |
| --------------------------------------------------------------- | -------------------------------------------------------- | --------- | ------------ | -------------------- |
| - Montenegro - Zwitserland - Oostenrijk - Azerbeidzjan - Italië | - Griekenland - België - San Marino - Cyprus - Hongarije |           | - Denemarken |                      |
| 5 punten                                                        | 4 punten                                                 | 3 punten  | 2 punten     | 1 punt               |
| - Finland - Israël                                              | - Letland - Roemenië - Spanje                            | - IJsland | - Rusland    | - Moldavië - Ierland |

#### Finale
| 12 punten                                             | 10 punten                           | 8 punten                 | 7 punten | 6 punten                                       |
| ----------------------------------------------------- | ----------------------------------- | ------------------------ | -------- | ---------------------------------------------- |
| - Italië - Noord-Macedonië - Zwitserland - San Marino | - Griekenland - Montenegro - België | - Hongarije - Oostenrijk |          | - Bosnië en Herzegovina - Duitsland - Finland  |
| 5 punten                                              | 4 punten                            | 3 punten                 | 2 punten | 1 punt                                         |
| - Denemarken - Turkije - Kroatië                      | - Cyprus - Bulgarije                | - Slovenië - Georgië     |          | - Roemenië - Zweden - Malta - Servië - Letland |

### Punten gegeven door Albanië

#### Halve finale 1
Punten gegeven in de eerste halve finale:
| 12 punten | Montenegro  |
| 10 punten | San Marino  |
| 8 punten  | Griekenland |
| 7 punten  | Hongarije   |
| 6 punten  | Cyprus      |
| 5 punten  | Roemenië    |
| 4 punten  | Moldavië    |
| 3 punten  | Zwitserland |
| 2 punten  | België      |
| 1 punt    | Finland     |

#### Finale
Punten gegeven in de finale:
| 12 punten | Griekenland     |
| 10 punten | Turkije         |
| 8 punten  | Noord-Macedonië |
| 7 punten  | Italië          |
| 6 punten  | Cyprus          |
| 5 punten  | Zweden          |
| 4 punten  | Azerbeidzjan    |
| 3 punten  | Rusland         |
| 2 punten  | Duitsland       |
| 1 punt    | Servië          |